# Anuradhapura
Anuradhapura (singalès: අනුරාධපුරය; tàmil: அனுராதபுரம்) és la capital de la província central del nord i la capital del districte d'Anuradhapura. La ciutat es troba 205 km al nord de l'actual capital Colombo a la província central nord, a la vora de l'històric riu Malwathu Oya. La ciutat, actualment Patrimoni de la Humanitat, és famosa per les seves ruïnes ben conservades de l'antiga civilització singalesa.
Mentre que Mahāvaṃsa situa la fundació de la ciutat l'any 437 aC, el lloc ha estat habitat durant molt més temps, cosa que el converteix en un assentament humà important a l'illa durant gairebé tres mil·lennis i una de les ciutats més antigues ocupades contínuament d'Àsia. És el bressol de la civilització hidràulica singalesa, del budisme theravada i de la més duradora ⁣antiga capital de Sri Lanka que ha sobreviscut durant 1.500 anys. A més, va ser la primera capital del regne singalès de Rajarata, després dels regnes de Tambapanni i Upatissa Nuwara. Anuradhapura també va ser el centre del budisme Theravada durant molts segles i ha estat un important lloc de pelegrinatge budista amb ruïnes de molts temples budistes antics, inclòs el famós Anuradhapura Maha Viharaya i el Jaya Sri Maha Bodhi, l'arbre plantat documentat més antic que encara viu al món i que es creu que originàriament va ser una branca de la figuera sagrada de Bodh Gaya (Bihar, Índia), sota la qual el Buda va aconseguir la il·luminació. Aquestes vastes xarxes de temples i monestirs antics cobreixen ara més de 100 km² de l'àrea de la ciutat actual.
La ciutat va ser majoritàriament destruïda i en gran part deserta després de l'any 993 dC, amb la invasió Chola des del sud de l'Índia. Encara que els reis singalesos posteriors van fer diversos intents de retornar la capital a Anuradhapura, no es va restablir com a principal nucli de població de l'illa fins a l'⁣era colonial britànica al segle XIX dC. Malgrat la seva decadència política, Anuradhapura va continuar sent un lloc de pelegrinatge vital per als budistes durant tot el període medieval i continua sent una destinació espiritual important fins als nostres dies. El renaixement de la ciutat actual va començar de debò a la dècada de 1870. La ciutat contemporània, gran part de la qual es va traslladar a mitjans del segle XX per preservar el lloc de l'antiga capital, és una important cruïlla viària del nord de Sri Lanka i es troba al llarg d'una línia de ferrocarril. La ciutat és la seu del servei arqueològic de Sri Lanka, i el turisme és un factor important en la seva economia.

## Etimologia
Segons registres històrics com Mahavansa, l'origen del nom Anuradhapura es remunta al ministre anomenat 'Anuradha' a la cort del príncep Vijaya (543–505 aC), el primer rei singalès de l'illa. Segons les llegendes relacionades amb Vijaya, el seu ministre anomenat 'Anuradha' va establir l'assentament que més tard es va convertir en Anuradhapura. Tanmateix, la troballa d'assentaments anteriors a la zona de la ciutadella de la ciutat antiga que es remunten fins al segle X aC faria dubtar d'aquesta afirmació.
El nom "Anuradhapura" significa la "ciutat d'Anuradha" (Anuradha+pura), on "pura" significa "ciutat" en singalès, sànscrit, pali i tàmil. Tanmateix, abans que Anuradhapura fos considerada una ciutat, s'anomenava "Anuradhagrama", que significa "el poble d'Anuradha", de "Anuradha" i "grama". Aquest nom més antic també va ser esmentat en l'obra d'antics estudiosos grecs i romans com Estrabó i Claudi Ptolemeu. Al mapa del món de Ptolemeu del segle II d.C., el lloc es va anomenar "Anourogrammoi". Així, es creu que l'expansió d'aquest assentament més petit anterior anomenat Anuradhagrama a una ciutat durant el regnat del rei singalès Pandukabhaya (474–367 aC) l'any 437 aC va provocar el canvi de nom a Anuradhapura.

## Història primerenca
Anuradhapura és la millor representació dels inicis de la urbanització premoderna a Sri Lanka. El desenvolupament del primer assentament al lloc de la ciutat es pot atribuir al segon cicle global de l'evolució històrica, amb la difusió generalitzada de la tecnologia del ferro al Vell Món durant el primer mil·lenni aC, que va culminar amb l'emergència de moltes civilitzacions històriques. La història d'Anuradhapura s'estén des de la seva fundació tradicional en la història registrada al segle IV aC i el seu posterior traçat per Devanampiya Tissa (250–210 aC) fins al seu abandonament per part de l'últim dels reis d'Anuradhapura a finals del desè segle dC, la seva breu reocupació al segle XI i la restauració d'alguns dels seus principals monuments, a finals del segle XIII dC per Vijayabahu IV (1267–1270 dC).

### Edat del ferro
Tot i que la crònica històrica Mahāvaṃsa (segle V dC) situa la fundació de la ciutat al segle V aC, les dades arqueològiques de l'excavació de la zona de la ciutadella de la ciutat vella situen la data de l'assentament humà al segle X aC. Segons aquestes excavacions, l'edat del ferro protohistòrica de la ciutat abasta des del 900 al 600 aC, amb l'aparició de la tecnologia del ferro, la ceràmica, el cavall, el bestiar domèstic i el cultiu de l'arrossar. En el període 700-600 aC, l'assentament a Anuradhapura havia crescut en una àrea d'almenys 50 ha. Terres de regadiu i fèrtils envolten la ciutat, estratègicament situada amb els principals ports al nord-oest i nord-est de l'illa. La ciutat també es va beneficiar d'un entorn dens de selva, proporcionant una defensa natural dels invasors.
L'excavació a Anuradhapura ha descobert ceràmica grisa pintada (PGW) del període "històric basal primerenc" d'Anuradhapura (600 aC-500 aC) que mostra connexions amb el nord de l'Índia (durant el període vèdic).

### Període històric primerenc
Els detalls del desenvolupament de la ciutat en aquest primer període històric, que va del 500 al 250 aC es poden trobar a les Cròniques singaleses. Segons aquests registres, el rei Pandukabhaya va planificar formalment la ciutat amb portes i barris per als comerciants. La ciutat en aquell moment ocupava una superfície d'un quilòmetre quadrat, la qual cosa la convertia en una de les ciutats més grans del continent en aquell moment. La ciutat va quedar en gran part deserta després de la invasió del rei hindú Chola Tamil Rajaraja I l'any 993 dC i el seu fill Rajendra I l'any 1014 dC. Segons Culavamsa (segle VI dC - segle XVIII dC), Anuradhapura va ser "completament destruït en tots els sentits per l'exèrcit Chola. Tot i això, el lloc va ser habitat contínuament després d'aquest esdeveniment, tal com indiquen els registres de visitants de l'illa com Robert Knox i altres. Així, la ciutat va ser la capital singalesa més duradora de Sri Lanka des del segle V aC (437 aC) fins al segle XI dC (1017 dC), prosperant durant aproximadament 1.500 anys.

### Budisme
Anuradhapura va ser un important centre intel·lectual del primer budisme Theravada, llar de venerats filòsofs budistes, inclòs Buddhaghosa.
Durant el regnat de Dhatusena (455-473) va tenir lloc una redacció del cànon budista Theravada mentre que al mateix temps es van construir 18 nous vihara (complexos de temples) i es va aixecar una estàtua per a Mahinda, el príncep-monjo indi que va introduir el budisme a l'illa.
Durant el període final d'Anuradhapura, la família reial i la noblesa de Sri Lanka van recolzar fermament el budisme. Com a tal, sovint encarregaven obres d'art i donaven aquests articles als temples budistes. A canvi, el temple i la comunitat budista local van donar suport al govern del rei. Les obres d'art amb representacions d'⁣Avalokitesvara, el bodhisattva de la misericòrdia i la compassió, es van fer cada cop més populars.

## Època moderna

### Descobriment europeu
La zona va estar poc habitada durant molts segles, però la població local es va mantenir al corrent de les ruïnes. A l'obra An Historical Relation of the Island Ceilan de 1681 de Robert Knox, va escriure: "En aquesta ciutat d'Anurodgburro s'hi guarda una vigilància, més enllà de la qual ja no hi ha gent que obeeixi al rei de Kandy". L'any 1821, John Davy va escriure que: "Anooradapoora, que durant tant de temps va ser la capital de Ceilan, és ara un petit i pobre poble al mig d'un desert. Les seves restes principals són un gran dipòsit, nombrosos pilars de pedra i dos o tres enormes túmuls (probablement antics dagobahs). Encara es considera un lloc sagrat i és un lloc de pelegrinatge."

### Excavacions
S'han dut a terme diverses excavacions al lloc, començant entre 1884 i 1886 per Stephen Montagu Burrows.

### Ciutat sagrada i ciutat nova
Anuradhapura es va convertir en el centre d'administració de la província central del nord i amb la construcció de la línia de ferrocarril del nord, Anuradhapura es va convertir en una ciutat ferroviària important amb l'obertura de l'⁣estació de ferrocarril d'Anuradhapura el 1904. El govern de Ceilan va encarregar a Oliver Weerasinghe el desenvolupament del Pla de Preservació d'Anuradhapura el 1949, amb l'objectiu d'establir una nova ciutat planificada a l'est de la ciutat existent d'Anuradhapura, establint així la ciutat sagrada d'Anuradhapura, amb l'objectiu de preservar la ciutat antiga. A la "ciutat nova" s'hi van traslladar moltes oficines governamentals i jutjats. Amb aquest objectiu es va crear la Junta de Preservació d'Anuradhapura.

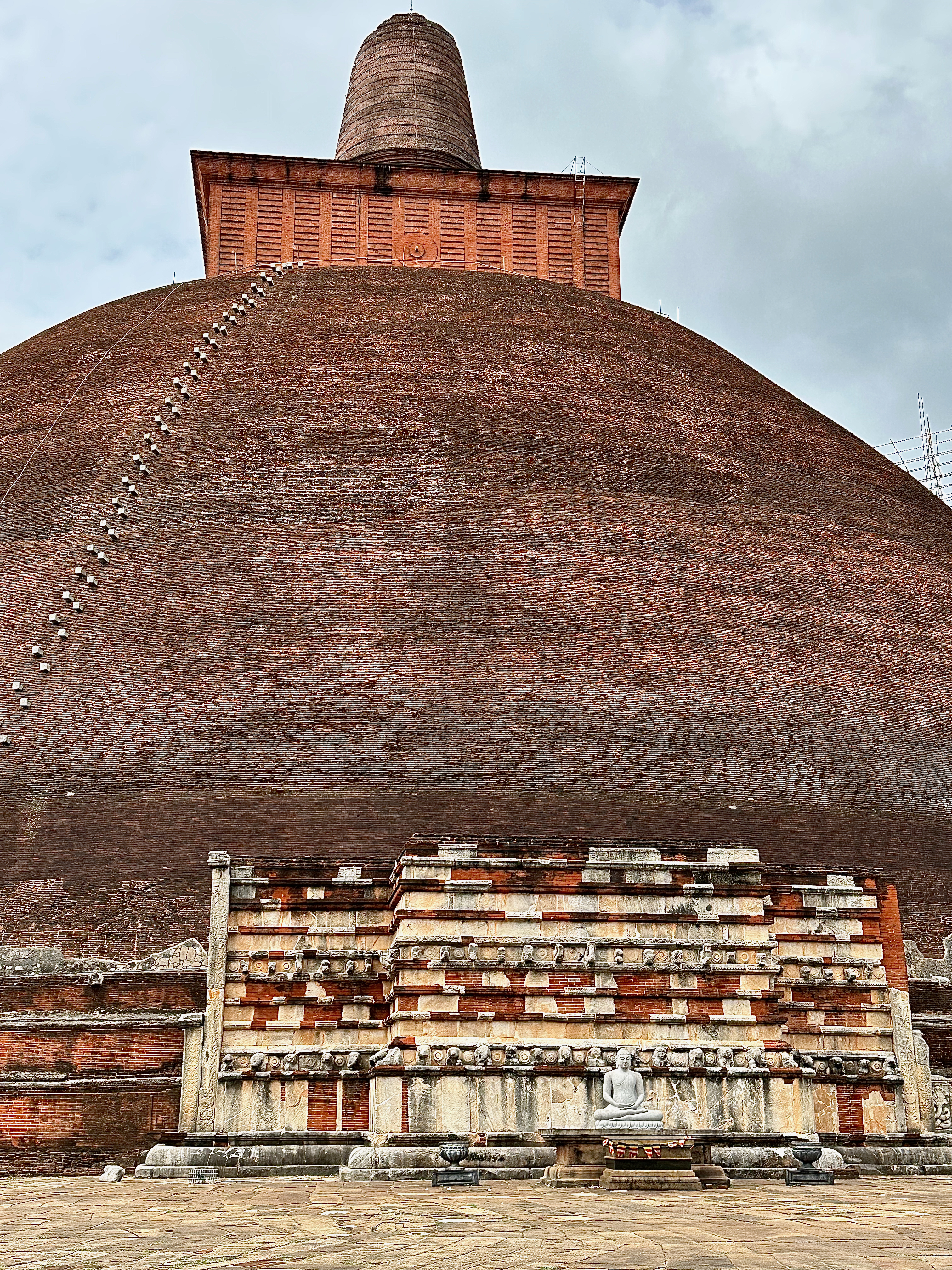
Dàgoba Abhayagiri a Anuradhapura

Nissanka Wijeyeratne va ser agent del govern del districte d'Anuradhapura des de 1958 fins a 1962. Sens dubte, va ser el més conegut de tots els agents governamentals de la seva època. La seva estatura va assegurar que la veu d'Anuradhapura fos escoltada als nivells més alts de Colombo. A més de ser agent del govern, va ser president de la Junta de Preservació d'Anuradhapura. Aquest va ser el moment en què la ciutat d'Anuradhapura es trobava en un període de transició històrica. La nova ciutat d'Anuradhapura s'estava construint i els residents de l'antiga estaven sent traslladats a la nova ciutat. Va ser un moment de certa tensió i il·lusió. Va gestionar aquest procés de canvi amb valentia i habilitats polítiques notables. Mentre estava a Anuradhapura, va presentar un monument a HR Freeman, un popular agent del govern britànic que més tard va ser elegit per la gent del districte per representar-los al 1r Consell Estatal de Ceilan. Els esdeveniments futurs projecten les seves ombres abans d'arribar. Una característica destacada dels dies d'Anuradhapura de Wijeyeratne era la seva gran capacitat per veure el panorama general, centrar-se en les qüestions clau i delegar responsabilitats als seus oficials. Mai no es deixava enredar pels detalls. També va establir la Ciutat Sagrada d'Anuradhapura, va traslladar la ciutat urbana a la nova ciutat d'Anuradhapura que s'havia creat i va ser responsable de l'establiment de.

### Llocs de veneració
- Jaya Sri Maha Bodhi
- Ruwanwelisaya
- Thuparamaya
- Lovamahapaya
- Abhayagiri Dagaba
- Jetavanaramaya
- Mirisaveti Stupa
- Lankarama

### Altres estructures

Abhayagiri vihāra amb Samadhi Statue, Kuttam Pokuna (estanys bessons) i Sandakada pahana.

- Dakkhina Stupa
- Isurumuniya
- Kiribath Vehera
- Kuttam Pokuna
- Mahamevnāwa Gardens
- Naka Vihara
- Ranmasu Uyana
- Rathna Prasadaya
- Samadhi Statue
- Sela Cetiya
- Toluvila statue
- Vessagiriya